# Harald Løvenskiold
Harald Løvenskiold (1868 – 1934) var en norsk godsejer og skovejer. Han var Norges største skovejer med totalt 430 000 dekar udmark, og 3 500 dekar dyrket mark. Løvenskiold ejede næsten hele Nordmarka og det store Sørkedalsgods.  Ejendommene er gået i arv og tilhører fortsat Løvenskiold-slægten. 

## Eftermæle
Han har fået opkaldt en gade i Oslo efter sig, Harald Løvenskiolds vei i bydel Vestre Aker. Desuden er der opstillet en mindesten i Nordmarka til erindring om Harald Løvenskiold. Det er en obelisk placeret ved stien til Kikut, ca. 100 meter nord for Kikutstua. 